# Ацубецу (район)

43°03′ пн. ш. 141°21′ сх. д. / 43.050° пн. ш. 141.350° сх. д.
Райо́н Ацубе́цу (яп. 厚別区, あつべつく, МФА: [at͡ɕubet͡su̥ ku], «Ацубецівський район») — район міста Саппоро префектури Хоккайдо в Японії. Станом на 1 жовтня 2008 року площа району становила 24,38 км². Станом на 31 березня 2017 населення району становило 127 924 осіб.